# Mauricio Bolaños
Mauricio Bolaños (ur. 16 stycznia 1939 w San Martín) – salwadorski kolarz szosowy, uczestnik letnich igrzysk olimpijskich.
Bolaños reprezentował Salwador na Letnich Igrzyskach Olimpijskich w 1968 w Meksyku. Wystartował w jeździe drużynowej na czas razem z Roberto Garcíą, Francisco Funesem i Juanem Moliną. Salwadorczycy zajęli wówczas 28. miejsce spośród 30. reprezentacji. Bolaños brał także udział w wyścigu indywidualnym ze startu wspólnego, którego nie ukończył.